# Aralia wilsonii
Aralia wilsonii là một loài thực vật có hoa thuộc họ Cuồng. Loài này được Harms mô tả khoa học đầu tiên năm 1916.